# Powiat Ostródzki
Der Powiat Ostródzki ist ein Powiat in der Woiwodschaft Ermland-Masuren in Polen mit dem Verwaltungssitz in Ostróda. Der Powiat hat eine Fläche von 1764,9 km², auf der etwa 104.500 Einwohner leben.
Das Gebiet des Powiats umfasst große Teile der ehemaligen deutschen Landkreise Mohrungen und Osterode, die bis zum Übergang an Polen 1945 zur Provinz Ostpreußen gehörten.

## Städte und Gemeinden

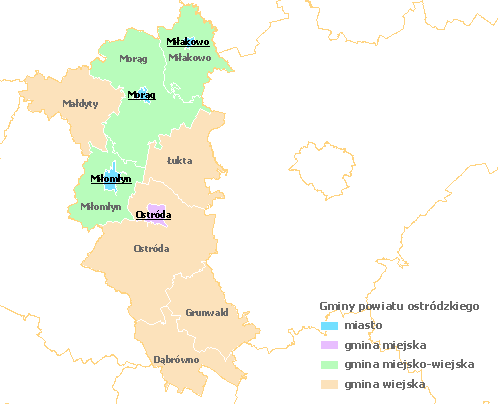
Gemeinden des Powiat

Der Powiat Ostródzki umfasst eine Stadtgemeinde, drei Stadt-und-Land-Gemeinden, deren gleichnamige Hauptorte das Stadtrecht besitzen, sowie fünf Landgemeinden:
Einwohnerzahlen vom 31. Dezember 2020

### Stadtgemeinde
- Ostróda (Osterode in Ostpr.) – 32.714 Einwohner

### Stadt-und-Land-Gemeinden
- Miłakowo (Liebstadt) – 5372 Einwohner
- Miłomłyn (Liebemühl) – 4886 Einwohner
- Morąg (Mohrungen) – 23.973 Einwohner

### Landgemeinden
- Dąbrówno (Gilgenburg) – 4235 Einwohner
- Grunwald (Grünfelde) – 5566 Einwohner
- Łukta (Locken) – 4434 Einwohner
- Małdyty (Maldeuten) – 6218 Einwohner
- Ostróda – 16.094 Einwohner